# Битва королів
«Битва королів» (1998, англ. A Clash of Kings) — другий роман з циклу «Пісня льоду й полум'я» американського письменника Джорджа Мартіна. Жанр — епічне фентезі з елементами жахів. Отримала в 1999 році премію «Локус» як найкращий фантастичний роман і номінована на премію «Неб'юла».

## Короткий зміст
Світ Семи Королівств — це світ суворих земель вічного холоду і земель вічного літа. Світ лордів і героїв, воїнів і магів, чорнокнижників і убивць, лицарів та лицедіїв — всіх, кого звела воєдино Доля на виконання стародавнього пророцтва. Це світ небезпечних пригод, великих діянь і найтонших політичних інтриг. Світ, в якому зникла магія та давно загинув останній дракон.
| «Порвався днів єднальний ланцюг — і дні вічного літа змінилися днями довгої зими. Зими голоду, холоду, тривоги, темряви і смерті. Бо вбиті були великі Лорди, які своїм авторитетом берегли мир і спокій в Семи Королівствах, впали жертвами чорної зради — і запанував над світом кривавий хаос війни. Бо підняли голови чорні сили — і почалася велика битва, в якій платою переможцю стане Залізний Трон Семи Королівств. Страшні настали часи — часи відваги і помсти, інтриги і зради. Нині діва зустріне божевільного, а брат занесе меч на брата. Нині вбиті повстануть — і підуть дорогою Пітьми. Холодна сталь вразить холодні серця». [2] |.
Після перемоги Роба Старка (Молодого Вовка) над Ланістерами та їхніми союзниками, Доля молодого короля Джофрі Баратеона стала, ще більш невизначеною. Королі Станіс і Ренлі із своїми союзниками були готові напасти на столицю. Королівська Гавань готується до облоги. 
 
Але помилка Молодого Вовка у виборі нареченої і підступна зрада його союзників, ворожнеча між братами Баратеонами Станісом і Ренлі — кардинально змінять баланс сил противників, а з цим і весь хід історії Вестероса.
Гряде визначена пророцтвом битва — «Битва Королів…»

## Основні персонажі
- Роб Старк — Король Півночі й Тризубця, лорд Вінтерфелла (Вічнозиму), старший син Лорда Едарда Старка, і леді Кетлін з Дому Таллі, юнак шістнадцяти років, на прізвисько Юний Вовк. Одержав кілька беззаперечних перемог над Ланістерами і їх союзниками.
- Джофрі Баратеон — Король Вестероса після Роберта. Син Короля Роберта, хлопчик 12-ти років.
- Серсея Ланістер — Королева-мати (королева-регент при своїх синах Джофрі і Томені), вдова Короля Роберта Баратеона.
- Джеймі Ланістер — лицар і командуючий королівською гвардією, відомий як «Царевбивця».
- Тіріон Ланістер, на прізвисько Біс — карлик. Командував обороною Королівської Гавані і за допомогою залишків військ його батька Тайвіна Ланістера, які в останню мить прийшли на допомогу, одержав перемогу.
- Станіс Баратеон — молодший брат Короля Роберта, лорд Драконового Каменю, проголосив себе Королем Вестероса після смерті Роберта. Штурмував Королівську Гавань, але зазнав поразки.
- Сер Давос Сіворт — контрабандист посвячений в лицарі, на прізвисько «Цибулевий Лицар». На службі у короля Станніса Баратеона.
- Мелісандра — Червона жриця бога Р'глора, права рука Станіса Баратеона.
- Джон Сноу — незаконнонароджений син Едарда Старка, брат «Нічної варти» на Стіні.
- Брандон (Бран) Старк — молодший брат Роба Старка, паралізований (зламаний хребет) хлопчик 9 років.
- Рікон Старк — наймолодший брат Роба Старка, хлопчик 4 років. Після зруйнування Вінтерфелла, був у вигнанні.
- Санса Старк — молодша сестра Роба Старка.
- Арія Старк — наймолодша сестра Роба Старка. Дівчинка 11 років. Втікає із Королівської Гавані разом з братами «Нічної варти».
- Теон Грейджой — спадкоємець Короля Залізних Островів. Віроломством захопив і зруйнував Вінтерфелл. Прозваний жителями півночі «Теоном Перекинчиком».
- Брієна — дівчина з Тарта, на прізвисько «Брієна Краля», дівчина-воїн, шукачка пригод. Поклялась Леді Кетлін, що знайде її дочок Сансу та Арію.

## Українські переклади
Видавництво «Країна мрій» надрукувало переклад українською мовою книги Джорджа Р. Р. Мартіна «Битва Королів» у березні 2014 року. З 27 березня книга є у вільному продажі.